# Giacomo Cattani
Giacomo Cattani (ur. 13 stycznia 1823 w Brisighelli, zm. 14 lutego 1887 w Rawennie) – włoski kardynał.

## Życiorys
Urodził się 13 stycznia 1823 roku w Brisighelli, jako syn Paola Cattaniego i Anny Fabri. Studiował w rzymskim seminarium, gdzie uzyskał doktoraty z filozofii i teologii. 20 września 1845 roku przyjął święcenia kapłańskie. 16 marca 1868 roku został tytularnym arcybiskupem Ankary, a 12 lipca przyjął sakrę. W latach 1868–1877 był nuncjuszem w Belgii, a w okresie 1877–1879 – w Hiszpanii. 19 września 1879 roku został kreowany kardynałem prezbiterem i otrzymał kościół tytularny Santa Balbina. W tym samym roku został arcybiskupem Rawenny. Zmarł tamże 14 lutego 1887 roku.